# Salem (Illinois)
Pour les articles homonymes, voir Salem.
Salem est une ville de l'Illinois, siège du comté de Marion aux États-Unis.

## Personnalités de la ville
Sont nés à Salem :
- William Jennings Bryan (1860-1925), secrétaire d'État des États-Unis ;
- Clifford Coffin (1915-1972), photographe.